# Oratorio di San Domenico di Guzman e di San Zeno
L’Oratorio di San Domenico di Guzman o San Zeno è una chiesa sussidiaria in località Chiesuola, nei pressi di Terrossa, frazione del Comune di Roncà, in provincia di Verona e diocesi di Vicenza; fa parte del Vicariato di San Bonifacio-Montecchia di Crosara.

## Storia
L’Oratorio, di piccole dimensioni (quattro metri di larghezza per otto di lunghezza e cinque d’altezza), da un documento dell’archivio parrocchiale di Roncà risulta che fosse stato eretto per comodità dei cacciatori e che vi veniva celebrata la Santa Messa qualche volta durante l’anno e nel giorno del patrono San Zeno. Inoltre, si dice che il proprietario è un certo monsignor Piccinali.
Risale al 1835 la relazione di don Francesco Tonegato, conservata anch’essa nell’archivio parrocchiale di Roncà. La chiesetta era mantenuta dal proprietario, Francesco Piccinali-Moschini, mentre si chiarisce che dietro alla costruzione dell’edificio vi è un testamento del 1706 della nobile Nicodosa Pompei che obbliga la famiglia del proprietario al mantenimento dell’Oratorio e di un sacerdote.
L’Oratorio, dunque, sembra che anticamente appartenesse alla famiglia Pompei, sicuramente esistente già nel 1670, però nessun riferimento ai due Santi titolari.
L'edificio fu restaurato nel settembre 1893.

### L’Opera Don Calabria
L’Oratorio, la villa Pompei-Moschin-Piccinali, la casa colonica, la stalla e quarantasei campi furono donati nel 1937 da monsignor Alessandro Piccinali, nobile padovano, canonico della Cattedrale di Padova e cappellano dell'Ospedale psichiatrico di Padova, alla Casa Buoni Fanciulli di don Giovanni Calabria, oggi Santo.
In realtà, come scrisse lo stesso don Calabria, il complesso sarebbe dovuto passare all'Opera ancora nel 1922, invece andò prima alla società anonima padovana "Ostello" e dopo alla società anonima, sempre padovana, "Egidio Forgellini".
Il luogo divenne sede del noviziato della Congregazione dei Poveri Servi della Divina Provvidenza fino al 1951 e per alcuni mesi nel 1954-1955. Accanto al noviziato sorse anche una Casa Buoni Fanciulli per bambini dagli otto ai dodici anni con internato e scuola elementare. Fu attivata anche una casa di formazione per aspiranti fratelli dal 1955 e, nello stesso anno, fu costruito il capannone per i laboratori di meccanica, falegnameria e tipografia. Nel 1961 furono inaugurate due costruzioni con aule scolastiche, refettorio, dormitorio, direzione e cappella.
Nel luglio 1969 la struttura fu ceduta ai Padri Monfortani, per essere poi venduta a privati.

## Descrizione
La facciata a capanna presenta un portale ligneo rettangolare, sormontato da un timpano triangolare e da un oculo. Un timpano chiude la facciata, su cui svetta al vertice una croce metallica.
L’interno è a navata unica, illuminata da due finestre rettangolari sul lato sinistro dell’edificio.
Sopra l’unico altare è presente la data 1772, mentre il dipinto, recente, raffigurante la Deposizione dalla Croce è opera del pittore e decoratore Mariano Zardini.